# Quelque part (chanson de Kenza Farah)
Pour les articles homonymes, voir Quelque part.
Singles de Kenza Farah
Tous de la fête
(2011) Coup de cœur
(2012)
Pistes de 4 Love
Là haut
(3) Coup de cœur
(5)
Quelque part est une chanson de l'auteur-interprète de R&B Kenza Farah sortie le 18 juin 2012. Le single est édité sous le label Jive Records et distribué par le major Sony Music Entertainment, sa nouvelle maison de disque qu'elle a rejointe le 20 janvier 2012. 1er single extrait de son 4e album studio à venir 4 Love dont la sortie est prévue le 3 septembre 2012. La chanson est écrite par Kenza Farah et est composé par Mounir Maarouf.
La chanson est une ballade reggae avec des mélanges avec la musique pop et RnB.

## Accueil critique
Pour Jean-Baptiste Pietra du site chartsinfrance :
« Rythmes reggae, message positif exprimant un désir de liberté et d'évasion, le tout sur fond de palmier et de littoral ensoleillé : "Quelque part" prend le chemin des potentiels tubes de l'été. ». 

## Performance dans les hit-parades
Quelque part entre dans le Top Singles Français le 2 juin 2012 à la 186e position, 4 semaines plus tard le single progresse à la 64e place et y reste durant 2 semaines.
En Belgique, le single entre à la 46e place la semaine du 7 juillet 2012, 29e la semaine suivante pour atteindre un pic à la 26e place la semaine d'après.

## Liste des pistes
Promo - Digital Jive - (Sony)
1. Quelque Part - 3:44

## Crédits et personnels
Source,
- Chanteuse : Kenza Farah
- Paroliere : Kenza Farah
- Compositeur : Mounir Maarouf, Blaise Batisse
- Éditeur : BECAUSE EDITIONS, UNIVERSAL MUSIC PUBLISHING
- Label : Jive Records
- Distributeur : Sony

## Classement par pays
| Classement (2012)               | Meilleure position |
| ------------------------------- | ------------------ |
| France (SNEP)                   | 64                 |
| France (Airplay)                | 35                 |
| Belgique (Wallonie Ultratip 50) | 15                 |

## Historique de sortie
| Pays     | Date           | Format                            | Label        |
| -------- | -------------- | --------------------------------- | ------------ |
| France   | mai 2012       | Airplay                           |              |
| France   | 18 juin 2012   | CD single, téléchargement digital | Jive Records |
| Belgique | 7 juillet 2012 | CD single, téléchargement digital | Jive Records |